# Могилів-Подільський машинобудівний завод
ПАТ «Могилів-Подільський машинобудівний завод ім. С. М. Кірова» — виробник комбікормового, зернопереробного, борошномельного і елеваторного обладнання різної продуктивності. На даний момент завод використовує малу частину своїх потужностей. В радянські часи та перші роки незалежності України завод формував більшу частину міського бюджету м. Могилева-Подільського. Зараз завод формує незначну частину.
ПАТ «Могилів-Подільський машинобудівний завод ім. С. М. Кірова» у формі Публічного Акціонерного Товариства було зареєстровано 12 вересня 1994 р. Виконавчим комітетом Могилів-Подільської міської ради Вінницької області.

## Цінні папери
Статутний капітал (грн.₴): 629820.00
Код ISIN: UA4000101422
Вид ЦП: Акції іменні прості
Номінальна вартість (грн.): 0.05
Кількість ЦП (шт.): 12596400

### Власники ЦП
- ПАТ «ОМЗ» — 43,3868 %
- ТзОВ «Новий реєстр» — 31,9272 %
- Міноритарні власники — 22,636 %
- Валендюк Сергій Леонідович — 2,05 %

26.04.2012 року, із зведеного облікового реєстру, Емітентом отримана інформація про зміну власників, яким належить 10 і більше відсотків голосуючих акцій. Пакет власника акцій Товариство з обмеженою відповідальністю «Подільська фондова компанія» (м. Вінниця, вул. 1-го Травня, 60) зменшився на 3425002 шт. акцій, що становить 27,19 % від статутного капіталу товариства і став дорівнювати 0, пакет власника акцій Товариство з обмеженою відповідальністю «Новий реєстр» (м. Вінниця, вул. 1-го Травня, 60) збільшився на 4021687 шт. простих іменних акцій, що становить 31,927 % від статутного капіталу товариства і став дорівнювати 4021687 шт. акцій, або 31,927 %.